# Werratal zwischen Oberrieden und Wendershausen und Ludwigstein mit Hintergelände
Das Landschaftsschutzgebiet mit dem etwas sperrig klingenden Namen Werratal zwischen Oberrieden und Wendershausen und Ludwigstein mit Hintergelände wurde im Februar 1960 ausgewiesen, um den Bereich vor verunstaltenden Veränderungen zu bewahren. Zu dem Gebiet gehört ein Abschnitt des Unteren Werratals, der durch weit ausholende Mäanderschleifen des Flusses geprägt wird. Die Werra, die von ihren Quellen im Thüringer Wald fast 300 km lang die thüringisch-hessisch-niedersächsische Mittelgebirgslandschaft durchquert, bevor sie in Hann. Münden auf die aus der Rhön kommende Fulda trifft und als Weser weiterfließt, passiert hier eine der engsten Stellen auf ihrem Weg. Bekanntheit erlangte die Werra wegen der landschaftlichen Schönheit in vielen Teilen ihres Flusstals sowie, durch die anhaltenden Einleitungen von Abwässern aus dem Kalibergbau, als „Salzfluss“ Deutschlands.

## Lage
Die geschützten Flächen liegen im „Geo-Naturpark Frau-Holle-Land“, nordöstlich von Bad Sooden-Allendorf und südöstlich von Witzenhausen im nordhessischen Werra-Meißner-Kreis. Administrativ befindet sich das Gebiet in den Gemarkungen von Werleshausen, Unterrieden und Wendershausen der Stadt Witzenhausen sowie von Oberrieden der Stadt Bad Sooden-Allendorf. Durch das Landschaftsschutzgebiet verläuft die Bundesstraße 27. In der naturräumlichen Gliederung Deutschlands des Instituts für Landeskunde Bad Godesberg wird das Gelände dem „Witzenhausen–Hedemündener Werratal“ (358.4), den „Lindewerra-Werleshäuser Schlingen“ (358.32), dem „Soodener Bergland“ (358.02) und den „Neuseesen-Werleshäuser Höhen“ (358.8) zugeordnet. Sie sind Unter- und Teileinheiten des „Unteren Werraberglands“ (358) in der Haupteinheitengruppe des „Osthessischen Berglands“.
Im Osten und Westen grenzt das Landschaftsschutzgebiet an die Flächen des Landschaftsschutzgebiets „Auenverbund Werra“. Das fast 4000 Hektar große Gebiet wurde im Jahr 1992 ausgewiesen, um die verschiedenen Wiesen- und Ufervegetationstypen der Werra zu schützen und naturnahe Gewässerabschnitte zu erhalten oder sie wieder herzustellen. Es besteht aus mehreren, unterschiedlich großen Teilgebieten entlang der mittleren und unteren Werra in den Landkreisen Hersfeld-Rotenburg und Werra-Meißner. Mit dem „Riedbachtal“ grenzt ein weiteres Landschaftsschutzgebiet an. Der bereits seit Juli 1957 geschützte Bereich erstreckt sich entlang des Riedbaches von Oberrieden bis nach Hilgershausen im östlichen Meißnervorland.

## Das Schutzgebiet

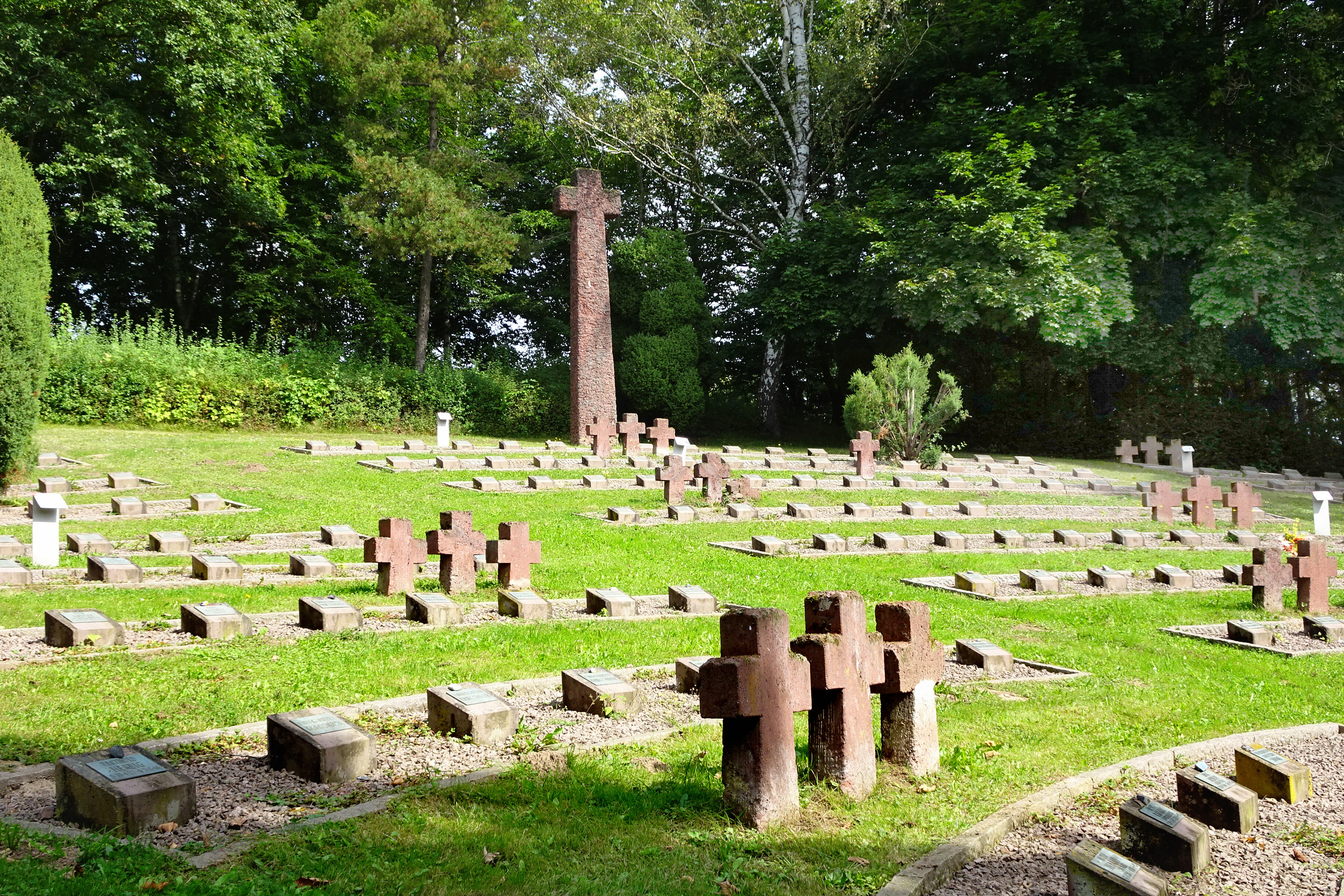
294 Menschen, die während und kurz nach dem Zweiten Weltkrieg starben, haben hier ihre letzte Ruhestätte

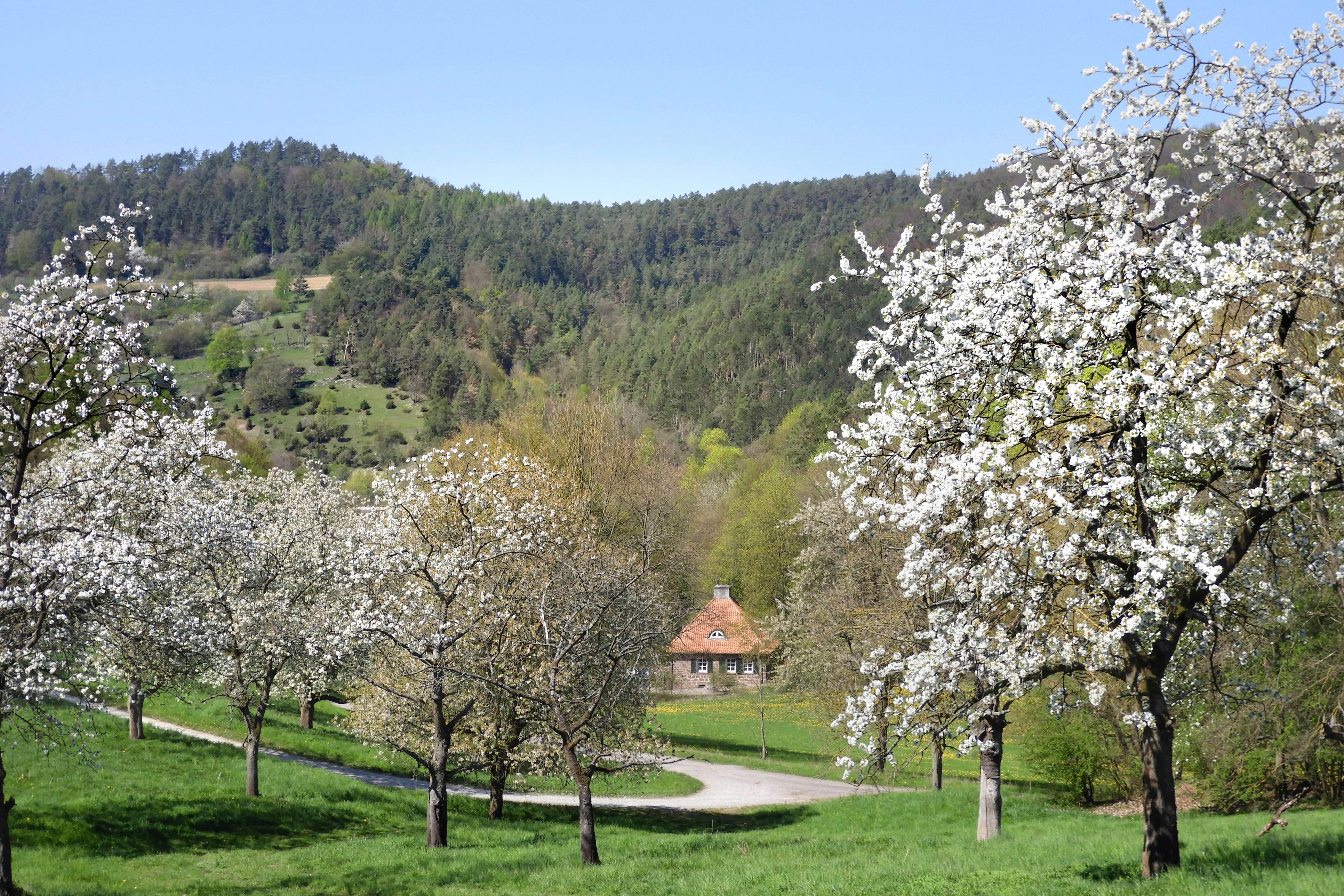
Blick auf Lieben- und Halbesberg über das Brunnenhaus am Fuß des Burgbergs

Der Bereich des Landschaftsschutzgebiets war nahezu immer Grenzland. Hier stießen die Gebiete der Thüringer und Franken, später der kurfürstlich mainzischen und danach der königlich preußischen Eichsfelder und der Hessen aneinander. Nach dem Zweiten Weltkrieg grenzte hier die Sowjetische an die Amerikanische Besatzungszone. Bevor im Jahr 1949 die beiden deutsche Staaten entstanden, kam es im September 1945 durch das Wanfrieder Abkommen  zu einer einschneidenden Veränderung: Mit einem Gebietstausch wechselten das thüringische Werleshausen und der Nachbarort Neuseesen zu Hessen und fünf hessische Dörfer kamen in die sowjetische Zone.
Innerhalb des Landschaftsschutzgebiets befinden sich die Burg Ludwigstein, die wegen ihrer künstlerischen, geschichtlichen und baulichen Bedeutung als Kulturdenkmal geschützt wird, die Kriegsgräberstätte Ludwigstein, das Naturschutz- und Fauna-Flora-Habitat-Gebiet „Ebenhöhe-Liebenberg“ und die „Werleshäuser Pforte“, eine der engsten Stellen des Werratals. Vor allem die Obstbäume in dieser Region, die zu dem Kirschenanbaugebiet um Witzenhausen gehören, verleihen der Landschaft in ihrer Blütezeit und mit der Laubfärbung im Herbst einen besonderen Reiz.
- Burg Ludwigstein

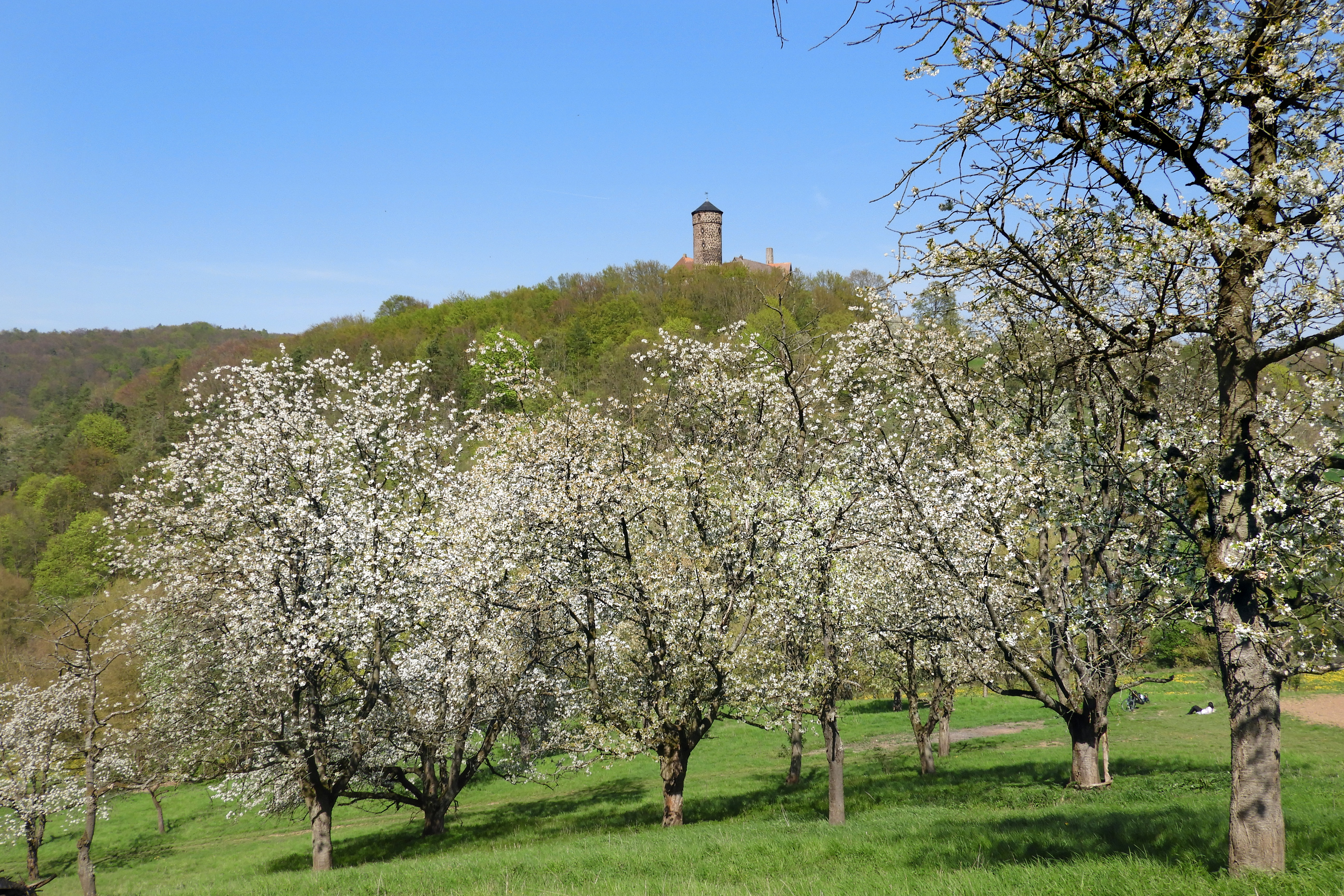
Streuobstwiese westlich der Burg Ludwigsstein

Die Burg steht auf einem rund 236 m hohen Berg, der nach Osten, Norden und Westen steil zu der Werraschleife bei Werleshausen abfällt. Sie wurde in der ersten Hälfte des 15. Jahrhunderts, als Grenzfeste gegenüber der Burg Hanstein, die auf der anderen Seite der Werra steht, von Landgraf Ludwig I. von Hessen erbaut und sollte die Grenze zu dem damals kurmainzischen Eichsfeld schützen. Die von Amtsmännern verwaltete Burg verlor nach der Verlagerung von Amtssitz und Domänenbetrieb an Bedeutung und wurde kaum noch benutzt. Im Jahr 1920 erwarb eine Vereinigung aus Angehörigen der Bünde die inzwischen weitgehend verfallene Anlage und restaurierte sie vollständig als „lebendiges Ehrenmal für die im Ersten Weltkrieg gefallenen Wandervögel“. Nachdem sie als Jugendburg Ludwigstein in eine Stiftung überführt wurde, ist sie als Herbergsbetrieb eine offene Begegnungsstätte für Jugendliche aus aller Welt. In der Burg sammelt und bewahrt das Archiv der deutschen Jugendbewegung Dokumente von den 1890er Jahren bis in die Gegenwart. Die Bergkuppe des Ludwigsteins und ein Teil des Südhangs sind 1938 als flächenhaftes Naturdenkmal ausgewiesen worden.
- Kriegsgräberstätte Ludwigstein

Der im Jahr 1961, zur Zeit des Kalten Krieges, eingeweihte Friedhof an der Hauptzufahrt zur Burg sollte nicht nur eine Sammelgrabstätte für Kriegsopfer sein, sondern auch ein „westdeutsches, antikommunistisches Zeichen“ an der nahen innerdeutschen Grenze setzen. Die aus verschiedenen Kreisen Nordhessens umgebetteten Wehrmachtsangehörigen, Kriegsgefangenen, Gestapo-Häftlinge, Menschen die zur Zwangsarbeit gezwungen wurden und sogenannten „Displaced Persons“ sollten hier ihre letzte Ruhe finden. Ihre Gräber sind in Reihen angeordnet, die einen Viertelkreis ergeben. Zwischen ihnen stehen unregelmäßig jeweils drei Kreuze, die, wie auch das Hochkreuz auf dem höchsten Punkt der Anlage, aus Michelnauer Basaltlavatuff gefertigt sind. Die einheitliche Gestaltung der Gräber sollte verbergen, dass in ihnen die sterblichen Überreste von Menschen verschiedenen Alters und Geschlechts und mit verschiedenen Schicksalen liegen.
- Ebenhöhe-Liebenberg

Das 142 Hektar große, reich strukturierte Naturschutz- und Fauna-Flora-Habitat-Gebiet Ebenhöhe-Liebenberg auf der rechten Werraseite liegt vollständig in dem Landschaftsschutzgebiet. Es umfasst die Bereiche der Berge Ebenhöhe 314 m, Liebenberg 287 m und Halbesberg, deren Wälder, Magerrasen und Felsfluren zum Lebensraum vieler, zum Teil seltener und stark gefährdeter Arten geworden sind. Das Schutzgebiet wurde bundesländerübergreifend in das Naturschutzgroßprojekt des „Grünen Bandes“ der Heinz Sielmann Stiftung einbezogen.
- Werleshäuser Pforte

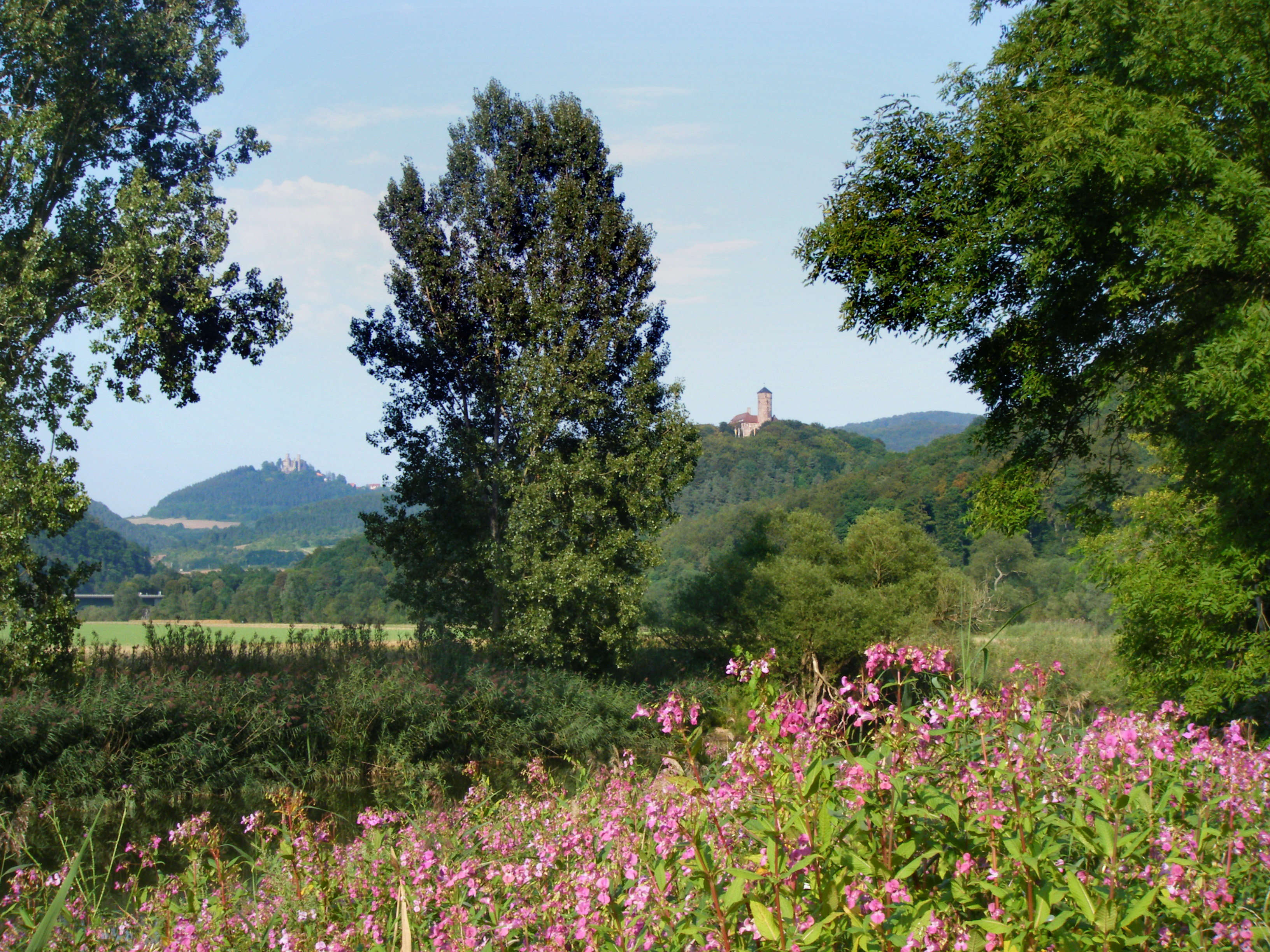
„Zweiburgenblick“ mit der Werleshäuser Pforte von der Werra bei Wendershausen aus gesehen

An der engsten Stelle der Talaue wird die Werra von auffallenden Buntsandsteinklippen flankiert. Linksseitig von dem Sockel des Ludwigsteiner Burgberges und gegenüberliegend von der „Hasenkanzel“, einem markanten, mehrere Meter hohen Felsen oberhalb des Prallhangs. Hier durchtrennte der Fluss einst den harten Gesteinsriegel, der ihr den Weg versperrte. Den Durchbruch schaffte die Werra jedoch nicht aus eigener Kraft. Er vollzog sich langsam durch die im Laufe der Erdgeschichte von Hebungen hervorgerufenen Krustenbewegungen. Es wird vermutet, dass vor rund 65 Millionen Jahren, zu Beginn des Tertiärs, das Gebiet eine flachwellige Ebene war. Im Oligozän und Miozän wurde das Gelände angehoben und die bis dahin träge dahinfließende Werra bekam Gefälle und konnte die Erdschichten stärker angreifen. Gegen Ende des Tertiärs und zu Beginn des Diluviums kam es erneut zu Hebungen und die Erosionsprozesse des Flusses verstärkten sich abermals. Der Durchbruch der Werra erfolgte wahrscheinlich allmählich von der Hochfläche her. Das wird auch aus der Terrassenbildung an den Talhängen gefolgert. Die jüngsten Ablagerungen liegen etwa 30, die mittleren 50 und die ältesten etwa 75 Meter über dem jetzigen Flussspiegel. Diese Schotterterrassen treten stellenweise deutlich hervor und zeigen jeweils den Stillstand der Erdbewegungen an, während Talbildungen auf Hebungen hindeuten.

## Unterschutzstellung
Mit Verordnung der Unteren Naturschutzbehörde beim Kreisausschuss des Landkreises Witzenhausen vom 15. Februar 1960 und mit Ermächtigung des Regierungspräsidenten in Kassel als Höhere Naturschutzbehörde wurden
- das Werratal zwischen Oberrieden und Wendershausen in den Gemarkungen von Oberrieden, Werleshausen, Unterrieden und Wendershausen und
- der Ludwigstein mit Hintergelände in den Gemarkungen Wendershausen, Werleshausen und Oberrieden

unter den Schutz des noch geltenden Reichsnaturschutzgesetzes von 1935 gestellt. Mit der Unterschutzstellung war es im Schutzbereich verboten Veränderungen vorzunehmen „die geeignet sind, die Natur zu schädigen, den Naturgenuss zu beeinträchtigen oder das Landschaftsbild zu verunstalten“. Über die Musterverordnung hinaus war die wirtschaftliche Nutzung im Rahmen der Verordnung sowie die Ausübung der Jagd und der Fischerei erlaubt. Unberührt blieb auch die Unterhaltung und der Ausbau des Straßen- und Wegenetzes und die behördlichen wasserbaulichen Pflege- und Instandsetzungsmaßnahmen. Das Schutzgebiet besitzt eine Größe von rund 782 Hektar, hat die nationale Kennung 2636031 und den WDPA-Code 555547211.
Das im Landschaftsschutzgebiet liegende Naturschutzgebiet Ebenhöhe-Liebenberg wurde im März 1995 ausgewiesen. Mit der Unterschutzstellung sollten die strukturreichen und vielfältigen Wälder der Berge geschützt, die Magerrasenbereiche und Felsflurgesellschaften als Lebensraum vieler zum Teil seltener und stark gefährdeter Pflanzen- und Tierarten erhalten und das durch land- und forstwirtschaftliche Nutzung geprägte Landschaftsbild bewahrt werden. Mit der gleichen Größe und den gleichen Grenzen wurde es im Januar 2008 mit der „Verordnung über Natura 2000-Gebiete in Hessen“ auch in das europaweite Schutzgebietssystem Natura 2000 integriert. Als Naturschutzgebiet haben Ebenhöhe und Liebenberg die nationale Kennung 1636025 und den WDPA-Code 162831 und als FFH-Gebiet die EU-Nummer 4625-301 und den WDPA-Code 555519945.
In das bergige Hintergelände um den 353,5 m hohen Witzenbrachskopf, im südwestlichen Bereich des Landschaftsschutzgebiets, ragt eines der vielen Teile des FFH-Gebiets „Werra- und Wehretal“ hinein. Das mit einer Fläche von rund 24.500 Hektar Hessens größtes FFH-Gebiet gilt mit seinen mehr als zwanzig Lebensraumtypen als ein „hotspot“ der Artenvielfalt. Wichtigstes Schutzziel ist die Sicherung der großen zusammenhängenden Buchenwälder mit dem angrenzenden Grünland als Jagdreviere für das Große Mausohr und die Bechsteinfledermaus.